# Marat Zakirov
Marat Sagitovič Zakirov (in russo Марат Сагитович Закиров?; Nižnekamsk, 8 novembre 1973) è un ex pallanuotista russo, vincitore di una medaglia d'argento alle olimpiadi di Sydney 2000 e di una medaglia di bronzo ad Atene 2004.